# 安特·扎内蒂奇
安特·扎内蒂奇（1936年11月18日—2014年12月18日），克罗地亚男子足球运动员。他曾代表南斯拉夫参加1960年夏季奥林匹克运动会足球比赛，获得一枚金牌。他也曾参加1960年欧洲国家杯。